# Anthony Fauci
Anthony Stephen Fauci  (/ˈfaʊtʃi/; Brooklyn, Nueva York; 24 de diciembre de 1940) es un médico y exasesor médico estadounidense especializado en inmunología, experto en reumatología y VIH/sida.
Anthony Stephen Fauci ha sido director del Instituto Nacional de Alergia y Enfermedades Infecciosas (NIAID) desde 1984 al 2022. Desde enero de 2020 ha sido uno de los principales miembros del Grupo de Trabajo sobre el Coronavirus de la Casa Blanca que se ocupa de la pandemia de COVID-19 en los Estados Unidos, primero dentro de la Administración Trump y, posteriormente, dentro de la de Biden.
Fauci es reconocido como uno de los principales expertos mundiales en enfermedades infecciosas. Como médico de los Institutos Nacionales de Salud (NIH), Fauci ha servido a la salud pública estadounidense en varias áreas durante más de 50 años, y ha sido asesor de todos los presidentes desde Ronald Reagan. Ha contribuido a la investigación del VIH/SIDA y otras inmunodeficiencias, tanto como científico como jefe del NIAID en los NIH, y de 1983 a 2002 fue uno de los científicos más citados del mundo en las revistas científicas.

## Biografía
Fauci nació en Brooklyn, Nueva York, de Stephen A. Fauci y Eugenia Abys Fauci, propietarios de una farmacia. Su padre era un farmacéutico formado en la Universidad de Columbia, su madre y su hermana Denise trabajaban en el registro, y Fauci entregaba las recetas. La farmacia estaba ubicada en la sección de Dyker Heights de Brooklyn, directamente debajo del apartamento familiar.
Los abuelos paternos de Fauci, Antonino Fauci y Calogera Guardino, eran de Sciacca, Italia. Su abuela materna, Raffaella Trematerra, de Nápoles, Italia, era costurera. Su abuelo materno, Giovanni Abys, nació en Suiza y fue un artista, conocido por la pintura de paisajes y retratos, las ilustraciones de revistas (Italia), así como por el diseño gráfico de etiquetas comerciales, incluyendo las latas de aceite de oliva. Sus abuelos emigraron de Italia a los Estados Unidos a finales del siglo XIX. Fauci creció siendo católico, pero ahora se considera un humanista.

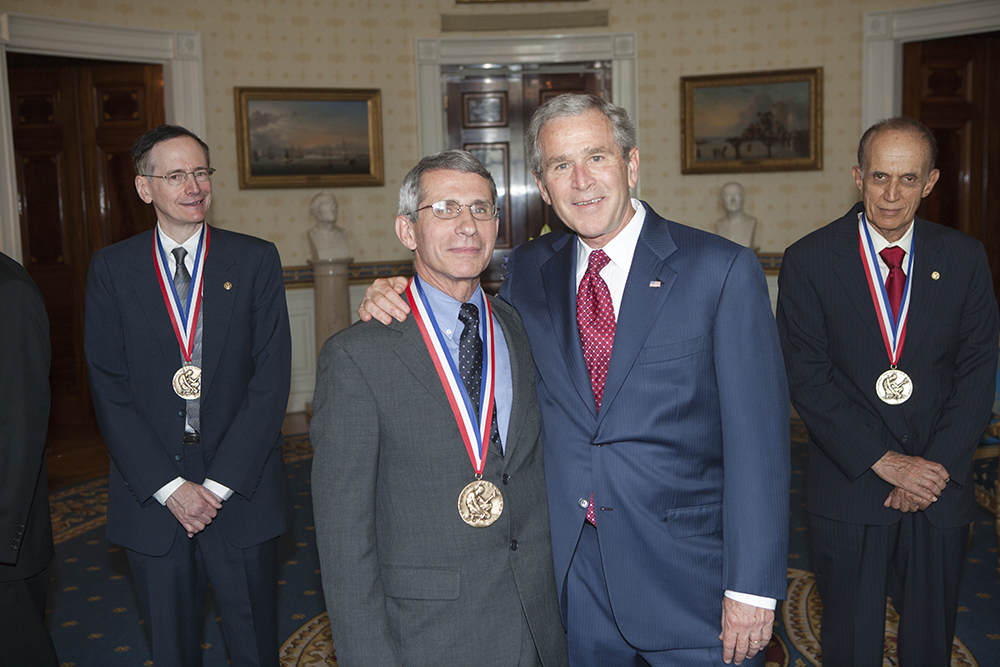
Presidente George W. Bush y Dr. Anthony S. Fauci

Fauci asistió al Regis High School en el Upper East Side de Manhattan, donde fue capitán del equipo de baloncesto de la escuela y se graduó en 1958. Luego fue al College of the Holy Cross, graduándose en 1962 con una Licenciatura en Artes en clásicos. Fauci luego asistió a la escuela de medicina en el Colegio Médico de la Universidad Cornell  donde se graduó primero de su clase con un Doctorado en Medicina en 1966. Luego completó un internado y residencia en medicina interna en el Hospital de Nueva York-Centro Médico Cornell, ahora conocido como Medicina Presbiteriana de Nueva York/Weill Cornell.
Es miembro de la Academia Nacional de Ciencias de Estados Unidos y en 2008 recibió la Medalla Presidencial de la Libertad.
En unas declaraciones vertidas a un medio norteamericano, dijo que estaba considerando retirarse de su cargo cuando finalice el mandato del presidente Joe Biden, en enero de 2025, pero debido a su casi avanzada edad y por los constantes amenazas que ha recibido y además centrarse en otros proyectos personales, decidió adelantar su retiro de servicio gubernamental para cuando finalice 2022.